# Laura Herford
Laura Herford   (16 d'octubre de 1831 - 28 d'octubre de 1870) va ser una artista britànica d'inicis del segle xix primerenc, que el 1860 fou la primera dona admesa a les escoles de la Royal Academy. La seva carrera va ser relativament curta, però en el seu transcurs va exposar dotze cops a la Royal Academy.

## Carrera primerenca
Filla de John Herford i Sarah Smith Herford, va ser alumna d'Eliza Fox, una artista coneguda pel seu gènere i les escenes de retrats que incorporaven comentaris socials contemporanis. Fox donava classes a noies a la sala d'estar de casa del seu pare, a Regent's Park. Entre d'altres, hi van assistir Barbara Bodichon i Anna Mary Howitt. Des de meitat del segle xix, Herford es va involucrar de forma important en l'acceptació per part de la societat de les artistes femenines. L'any 1859 va signar una petició per admetre les dones a la Royal Academy. Va presentar una sol·licitud d'admissió a nom de «L. Hereford» i la van admetre l'any 1861, sent l'única dona de tota l'acadèmia. Va fer exposicions en la institució des de 1861 a 1869 i també a la galeria Suffolk Street i a la British Institution. L'any 1864 va exposar una obra anomenada «A Quiet Corner» («Una cantonada tranquil·la», i posteriorment a aquest èxit va continuar exposant obres similars d'escenes domèstiques els anys 1865, 1866 i 1867. Va convidar la seva neboda, la pintora Helen Allingham, a anar a viure amb ella a Londres al principi de la seva carrera.

## Admissió a la Royal Academy
S'havien estat presentant sol·licituds d'admissió a la Royal Academy per part de dones a la Cambra dels Comuns del Regne Unit des de la dècada de 1840, tot i que l'acadèmia es resistia al canvi en el criteri d'admissions i només hi volia homes.
Després del suport per part de Charles Eastlake i Thomas Heatherley, Herford va lliurar diversos dibuixos als tutors d'admissions de l'acadèmia signant com a «L. Herford». L'ús d'inicials va emmascarar el seu gènere, assumint els tutors que era un home. La van admetre pels mèrits d'aquests dibuixos i li van oferir l'accés a «L. Herford, Esq» entrant a l'acadèmia l'any 1860.
La seva entrada a l'acadèmia va marcar un punt d'inflexió per a les dones artistes de la Gran Bretanya. L'any 1863 ja hi havia deu artistes dones a l'acadèmia i en el moment de la mort de Herford ja n'hi havia al voltant de 40 estudiant els estudis complets, que incloïen el dibuix de models vius.